# Darren Daulton
Darren Arthur Daulton (né le 3 janvier 1962 à Arkansas City (Kansas) et mort le 6 août 2017 à Clearwater (Floride)) est un joueur américain de baseball ayant joué à la position de receveur dans les Ligues majeures de 1983 à 1997.
Choisi trois fois dans l'équipe d'étoiles, Darren Daulton a joué presque toute sa carrière avec les Phillies de Philadelphie avant de la conclure dans l'uniforme des Marlins de la Floride, avec qui il a remporté la Série mondiale en 1997.
Il est surnommé Dutch ou Dutchie.

## Biographie

### Carrière
Darren Daulton est un choix de 25e ronde des Phillies de Philadelphie au repêchage du baseball en 1980. Il joue son premier match dans la Ligue majeure de baseball en 1983 et devient le receveur régulier des Phillies en 1989.
Il connaît sa meilleure saison en 1992, alors qu'il mène la Ligue nationale au chapitre des points produits, avec 109. Il établit des sommets personnels pour la moyenne au bâton (,270) et les coups de circuits (27). On lui décerne un Bâton d'argent cette saison-là.
En 1993, il produit 105 points et atteint la Série mondiale 1993, dans laquelle les Phillies s'inclinent devant les Blue Jays de Toronto.
Daulton représente les Phillies à trois reprises au match des étoiles du baseball majeur (1992, 1993, 1995).
À partir de 1994, des blessures aux genoux tiennent régulièrement le receveur à l'écart du jeu. Il ne participe qu'à 98 matchs sur 162 lors de la saison 1995. En 1996, il ne joue que cinq parties pour les Phillies, au poste de voltigeur de droite.
Le 21 juillet 1997, le receveur est échangé aux Marlins de la Floride contre le voltigeur Billy McMillon. Daulton termine la saison avec 63 points produits. Il participe à 136 matchs cette saison-là, son plus haut total depuis 1993. Il ne joue plus au poste de receveur et les Marlins l'installent au premier but. Il remporte la Série mondiale 1997 avec les Marlins, reçoit le prix du meilleur retour de l'année dans la Ligue nationale, puis annonce sa retraite.

### Vie privée

#### Ennuis légaux
Daulton a été arrêté à plusieurs reprises pour conduite d'un véhicule avec les facultés affaiblies. Son permis de conduire fut suspendu pour une année après qu'il eut refusé de se soumettre à un alcootest après avoir été appréhendé en Floride en novembre 1988. Son permis fut suspendu à nouveau à la fin des années 1990 après qu'il eut omis d'acquitter un certain nombre de contraventions.
Le 3 janvier 2001, il fut impliqué dans un accident de voiture qui causa des dommages évalués à 20 000 dollars à sa BMW, qu'il conduisait alors que son permis était suspendu. Il refusa une fois de plus l'alcootest, et fut accusé de conduite en état d'ébriété. Il ne se présenta pas en cour pour se défendre.
Deux ans plus tard, en 2003, il fut à nouveau arrêté pour conduite en état d'ébriété alors que son permis de conduire était suspendu.
Auparavant, Daulton avait été blessé dans un accident de voiture survenu le 7 mai 1991. Son coéquipier Lenny Dykstra était au volant d'une Mercedes-Benz lors d'une collision avec un arbre à Radnor Township, en Pennsylvanie. Le duo revenait d'une fête donnée en l'honneur d'un autre joueur des Phillies, John Kruk.
Darren Daulton fut aussi arrêté pour violences domestiques à l'endroit de sa seconde épouse, Nicole. Celle-ci demanda le divorce. En 2004, Daulton fut emprisonné pendant deux mois après avoir contrevenu à un accord légal relié à son divorce. Le tribunal lui ordonna de passer six mois en cure de désintoxication pour abus d'alcool et de drogues.

#### Croyances personnelles
Daulton a publié en 2007 un livre intitulé If they only knew, dans lequel il discute de métaphysique et de cinquième dimension, parle de son intérêt pour la numérologie et le calendrier Maya. Il affirme aussi avoir eu une révélation lors d'un match au Wrigley Field de Chicago en 1997 après avoir frappé un coup sûr et avoir été convaincu que ce n'était pas lui qui l'avait frappé. Daulton dit pratiquer le voyage astral depuis l'âge de 35 ans.
En entrevue à ESPN, Daulton a déclaré avoir déjà voyagé dans le temps.
Dans la même interview, il a nié avoir un problème d'alcool.
Accessoirement, le titre du livre If they only knew (Si seulement ils savaient) est aussi le slogan des Phillies de Philadelphie de 1993, champions de la Ligue nationale de baseball.

#### Radio
À partir de 2009, Daulton anime l'émission Talking Baseball With Dutch à la station 97.5 The Fanatic (WPEN (en)),.

#### Santé
En juin 2013, Daulton, qui ne se sent pas bien depuis deux semaines, consulte un médecin et apprend qu'il a deux tumeurs au cerveau. Après une opération de 7 heures le 1er juillet, les deux tumeurs sont retirées par les chirurgiens d'un hôpital de Philadelphie. Malgré une rémission en 2015, il est emporté par le cancer du cerveau et meurt le 6 août 2017.